# إيبوكراتس
إيبوكراتس هو تطبيق مرجعي طبي متنقل، مملوك لـ (Watertown) ،(athenahealth) ومقره ماساتشوستس، والذي يوفر معلومات مرجعية سريرية حول الأدوية والأمراض والتشخيصات وإدارة المرضى.

## منتجات
تم تصميم التطبيق إيبوكراتس للأطباء وغيرهم من المتخصصين في الرعاية الصحية لاستخدامها في نقطة الرعاية، يتحقق مستخدمو التطبيق من الجرعات الدوائية، والتفاعلات الدوائية، تفاصيل سلامة الدواء، والأخبار الطبية، وتشخيص الأمراض وإرشادات الإدارة، فضلاً عن إرشادات الممارسة السريرية المبنية على الأدلة، يتم تقطير المعلومات من مصادر موثوقة مختلفة، بما في ذلك إدارة الأغذية والعقاقير والأدب الطبي الأساسي، وتحويلها رقمياً لدعم اتخاذ القرارات السريرية، تتضمن وظائف التطبيق الإضافية القدرة على تحديد حبوب منع الحمل غير المعروفة بناءً على خصائصها، ومئات الآلات الحاسبة الطبية وأدوات تقييم المخاطر، ودليل ترتيب الاختبارات المعملية، والتوصيات العلاجية التي تستند إلى خصائص المريض، ودليل علاج الأمراض المعدية، ومراقبة الترميز.
يقوم (athenahealth) بتسويق إصدارات الاشتراك المجانية والمدفوعة من التطبيق، والتي تتوفر من (Google Play) أو (App Store).

## تاريخ
تأسست في عام 1998 من قبل ثلاثة طلاب من كلية ستانفورد للأعمال، الإصدارات القديمة من إيبوكراتس تعمل على أجهزة النخيل، وأجهزة الكمبيوتر المكتبية، بحلول عام 2006، وصلت قاعدة المستخدمين إلى ما يقدر بنحو 525000 مستخدم في جميع أنحاء العالم، بما في ذلك 200000 طبيب في الولايات المتحدة، عند تقديم (Apple iPhone)، أصبح إيبوكراتس أول تطبيق طبي على منصة Apple للهواتف المحمولة.
شمل شركاء التمويل الأوائل [AM1] خليج مدينة العاصمة ودريبر فيشر وشركاء Interwest و ثلاثة شركاء القوس.
في عام 2010، نمت الشركة إلى أكثر من 250 موظفًا، وتجاوزت مليون مستخدم في جميع أنحاء العالم، بما في ذلك 40 ٪ من الأطباء في الولايات المتحدة.
في 7 يناير 2013، أعلن أن (athenahealth) ستحصل على إيبوكرتس مقابل حوالي 293 مليون دولار.

## فريق الإدارة
جوناثان بورتر - كبير موظفي المنتجات 
مارك أ. ليفين - نائب الرئيس التنفيذي، المدير المالي، كبير موظفي المحاسبة وأمين الخزانة
جيسون بورنهورست - نائب الرئيس لإدارة المنتجات، خدمات الشبكات
مارك سوان - المدير التنفيذي
دان هالي - نائب الرئيس الأول، كبير الموظفين القانونيين والإداريين
براكاش خوت - نائب الرئيس التنفيذي، رئيس قسم التكنولوجيا
تيموثي أوبراين - نائب الرئيس الأول، رئيس قسم التسويق والعمليات التجارية
الدكتورة آن منغيتي - المديرة التنفيذية للمعلومات الطبية